# Holocausto
Holocausto er thrash metal-band, som blev dannet i 1985 i Belo Horizonte, Brasilien. Bandet gik i opløsning i 1994, men blev genforenet i 2004. I begyndelsen af deres karriere gjorde de meget brug af nazistiske symboler på scenen, ikke for at proklamere en bestemt ideologi, men for at chokere folk. Efter udgivelsen af deres debutalbum Campo de Extermínio begyndte Holocausto at bevæge sig mod en mere teknisk thrash metal-lyd, hvilket blandt andet kom til udtryk på albummet Tozago As Deismno, hvor de blandede tunge nedstemte guitarer med industrial, doom og eksperimental musik.

## Medlemmer

### Nuværende medlemmere
- Anderson "Guerrilheiro" Roberto de Rezende – Vokal, bas (1986-91, 2004-)
- Rodrigo "Führer" Magalhães – Vokal, trommer (1985-94, 2004-)
- Valério "Exterminator" Salles – Vokal, guitar (1985-87, 2004-)

### Tidligere medlemmere
| Vokal - Rossano Polla (1989-94) Guitar - Renato da Costa (1988-92) - Rodrigo dos Anjos (1992-94) | Bas - Marco Antônio (1985-86) - João Marcelo (1989-94) Trommer - Nedson "Warfare" Conde (1985-87) - Armando "Nuclear Soldier" Sampaio (1987) |

## Diskografi

### Demoer
- 1985: Massacre
- 1990: Australoptecus Experience

### Studiealbum
- 1987: Campo de Extermínio
- 1988: Blocked Minds
- 1990: Negatives
- 1993: Tozago As Deismno
- 2005: De Volta ao Front

### Andre
- 1986: Warfare Noise I (album delt med Chakal, Sarcófago og Mutilator)
- 2007: Campo de Exterminio Show - 1987 (DVD)

## Fodnoter
1. 1 2  Holocausto biografi (Webside ikke længere tilgængelig) på metallum